# Zyklonsaison im Südwestindik 2007–2008
Die Zyklonsaison im Südwestindik 2007–2008 begann am 15. November 2007 und endete am 30. April 2008, mit Ausnahme von Mauritius und den Seychellen, wo sie erst am 15. Mai endete. Diese Daten begrenzen konventionell den Zeitraum des meteorologischen Jahres auf der Südhalbkugel, in dem sich die meisten tropischen Wirbelstürme in diesem Becken bilden. Der Verantwortungsbereich des Regional Specialized Meteorological Centre La Réunion liegt westlich des 90. Grades östlicher Länge und südlich des Äquators.
Durch das Joint Typhoon Warning Center (JTWC) in Pearl Harbor werden für die US-amerikanischen Einrichtungen im Indischen Ozean eigenständige Warnungen und Prognosen ausgegeben. Durch das JTWC erfolgt die Einstufung nach der Saffir-Simpson-Hurrikan-Windskala, das RSMC wendet für die Einstufung eigene Kriterien an, denen unter anderem die Messung der andauernden Windgeschwindigkeit auf Basis einer zehnminütigen Beobachtung zugrunde liegt.

## Stürme

### Tropische Störung 01
Das erste durch das RSMC La Réunion beobachtete tropische System der Saison bildete sich in der Frühe des 10. Oktober. Sie wanderte in südwestliche Richtung und wurde am 12. Oktober als Tropische Störung 01 klassifiziert. Die Bedingungen in der Höhe waren günstig für eine Entwicklung, aber das Fehlen eines zum Äquator gerichteten Einflusses und die niedrigen Wasseroberflächentemperaturen verursachten die Auflösung des Systems am 13. Oktober.

### Schwerer Tropischer Sturm Lee-Ariel
Am 13. November begann das Tropical Cyclone Warning Centre (TCWC) in Perth mit der Ausgabe von Warnungen zu einem sich entwickelnden Tiefdruckgebiet, das innerhalb des Verantwortungsbereiches des TCWC Jakarta befand und knapp außerhalb des Verantwortungsbereiches des RSMC La Réunion lag.  Am 14. November stufte das TCWC Perth das System zum Tropischen Zyklon Lee hoch, während der Sturm sich immer noch im Verantwortungsbereich des TCWC Jakarta befand. Im Tagesverlauf gab auch das Joint Typhoon Warning Center (JTWC) einen Tropical Cyclone Formation Alert auf das System aus und klassifizierte den Sturm kurz darauf als Tropischen Zyklon 03S. Das TCWC in Perth stufte Lee am 15. November zu einem Kategorie-2-Zyklon nach der australischen Skala auf. Lee wanderte im Tagesverlauf in das Zuständigkeitsgebiet des RSMCs in Réunion und das TCWC in Perth stellt die Warnungen ein. Durch das Sturmwarnzentrum in Mauritius wurde der Tropische Zyklon Lee in Tropischen Sturm Ariel umbenannt.
Nachdem der Sturm im südwestlichen Indik angelangt war, traf er auf eine ungünstige Umgebung und schwächte sich ab. Das RSMC stufte Ariel am 17. November zum moderaten tropischen Sturm zurück und einige Stunden später zur tropischen Depression. Sowohl das RSMC La Reunion als auch das JTWC gaben am späten Abend des 18. November ihre letzten Warnungen aus.

### Schwerer Tropischer Sturm Bongwe
Am 15. November bildete sich östlich von Diego Garcia eine Wetterstörung. Diese entwickelte sich langsam und zog südostwärts, wo sie in den Einfluss von Ariel geriet. Das Joint Typhoon Warning Center gab am 17. November einen Tropical Cyclone Formation Alert aus und erklärte früh am nächsten Morgen, dass sich der 04S zu einem tropischen Zyklon intensiviert habe. Ebenfalls am 18. November klassifizierte das RSMC La Réunion das System als Tropische Störung 03R. Im Tagesverlauf stufte das RSMC 03R zu einer tropischen Depression hoch. Die Depression intensivierte sich einen Tag später zu einem mäßigen tropischen Sturm und noch am 19. November zu einem schweren tropischen Sturm. Durch das subregionale Tropical Cyclone Warning Center Mauritius erhielt der Sturm den Namen Bongwe. Eine Zunahme der Windscherung behinderte früh am 20. November den Trend zur Intensivierung und Bongwe schwächte sich zu einem mäßigen tropischen Sturm ab. Am 22. November konnte der Sturm jedoch erneute Windgeschwindigkeiten eines schweren tropischen Sturmes erreichen. Diese Reintensivierung war jedoch kurzlebig und einen Tag später wurde Bongwe erneut zurückgestuft, dann zu einer Depression und schließlich zu einer Störung, die sich am 24. November völlig auflöste.

### Mäßiger Tropischer Sturm Celina
Ein Gebiet mit einer Wetterstörung bildete sich früh 12. Dezember nordnordöstlich von Rodrigues. Es wurde im Tagesverlauf als Tropische Störung 04R klassifiziert. Das Joint Typhoon Warning Center veröffentlichte zu dem sich entwickelnden System spät am 12. Dezember einen Tropical Cyclone Formation Alert. Das JTWC gab seine erste Warnung am 13. Dezember aus und kennzeichnete das System als 06S. Obwohl das bodennahe Zirkulationszentrum freigestellt war, wurde die Störung von Météo-France am 14. Dezember zu einer tropischen Depression, weil die bodennahe Zirkulation sich verbessert hatte. Früh am 17. Dezember stufte der Mauritius Meteorological Service die Depression, die sich der Insel näherte, zu einem mäßigen tropischen Sturm auf und vergab den Namen Celina.
Am 18. Dezember schwächte sich das System ab, und früh an diesem Tag gab das JTWC seine letzte Warnung zu dem System aus. Météo-France führte das System weiter als tropische Depression, bis sie sich östlich der Südostspitze Madagaskars am 21. Dezember aufzulösen begann, weswegen das RSMC Réunion an dem Tag die letzte Warnung veröffentlichte.

### Mäßiger Tropischer Sturm Dama
In der Nähe der Kokosinseln östlich des 90. östlichen Längengrades begann sich eine Wetterstörung zu entwickeln, die schließlich früh am 17. Dezember in den Südwestindik gelangte. Das RSMC Réunion klassifizierte das System am frühen Nachmittag des 18. Dezembers als tropische Störung, als sich die Konvektion im Zentrum vertiefte und sich selbst von der Störung im Nordwesten isolierte. Das Joint Typhoon Warning Center bezeichnete die tropische Störung als 07S. Schwache vertikale Windscherung ermöglichte es dem System, sich am frühen Abend des 18. Dezember in eine tropische Depression zu vertiefen. Das System erreichte am 19. Dezember kurzzeitig die Intensität eines mäßigen tropischen Sturms, doch aufkommende Windscherung leitete die rasche Abschwächung zurück zu einer tropischen Depression ein. Ein Rückgang der Windscherung erlaubte der Konvektion sich enger um das Zentrum zu schließen, sodass 05R erneut ein mäßiger tropischer Sturm werden konnte und nun den Namen Dama erhielt. Weil jedoch das System seine tropischen Eigenschaften verlor, gaben sowohl Joint Typhoon Warning Center als auch Météo-France am 21. Dezember ihre letzten Bulletins zu Dama aus.

### Mäßiger Tropischer Sturm Elnus
Früh am 30. Dezember bildete sich westlich von Madagaskar eine Zone gestörten Wetters, die als 06R klassifiziert wurde und im Tagesverlauf zu einer tropischen Störung hochgestuft wurde, während das Joint Typhoon Warning Center (JTWC) zu dem System einen Tropical Cyclone Formation Alert auslöste. Am 31. Dezember stufte Météo-France die Störung als tropische Depression ein, und das JTWC erklärte das System zum Tropischen Zyklon 09S. Früh am 1. Januar 2008 wurde die Depression zum Mäßigen Tropischen Sturm Elnus erklärt, der sich in der Straße von Mosambik befand. Am 2. Januar stufte Météo-France den Sturm zur Tropischen Depression ex-Elnus zurück und am nächsten Tag zu einer tropischen Störung. Das JTWC veröffentlichte sein letztes Bulletin am 4. Januar, weil die Transition in ein außertropisches System eingesetzt hatte. Météo-France stellte später fest, dass der Sturm an dem Tag außertropisch geworden war und gab am 6. Januar die letzte zur außertropischen Depression ex-Elnus aus, als diese südlich an Madagaskar vorbeigezogen war.

### Tropische Störung 07
Früh am 7. Januar wurde eine Wetterstörung nordnordöstlich von Réunion durch Météo-France als Tropische Störung 07 klassifiziert. Die Störung konnte sich jedoch nicht organisieren und löste sich am 8. Januar auf.

### Tropischer Zyklon Fame
Eine Zone gestörten Wetters bildete sich nördlich von Madagaskar. Diese wurde am 24. Januar von Météo-France als Tropische Störung 08 klassifiziert. Einen Tag später hatte sich das System zu einer tropischen Depression intensiviert und das Joint Typhoon Warning Center gab einen Tropical Cyclone Formation Alert zu dem System aus. Das tropische Tiefdruckgebiet intensivierte sich schließlich zum mäßigen tropischen Sturm und erhielt vom Sub-Regional Tropical Cyclone Advisory Centre in Madagaskar den Namen Fame. Fame verblieb fast stationär und wurde am 26. Januar zum schweren tropischen Sturm hochgestuft. Der Sturm gelangte am 27. Januar im Nordwesten der Insel über Land. Kurz vor dem Landfall bei Mahajanga erreichte Fame die Stärke eines tropischen Zyklons. Dieser löste sich am 28. Januar über Madagaskar auf, doch das System konnte sich am 29. Januar, nachdem es wieder über Wasser gelangt war, erneut zu einer tropischen Depression intensivieren. Eine weitere Entwicklung fand jedoch nicht statt, und nachdem das System zunächst als außertropisch erklärt wurde, stufte Météo-France Fame erneut als tropisch ein, gab jedoch gleichzeitig seine letzte Warnung zu Fame aus.
Durch die Auswirkungen des Zyklons starben in Madagaskar 13 Personen, zahlreiche Bewohner der Insel wurden obdachlos.

### Tropischer Zyklon Gula
Eine Zone gestörten Wetters bildete sich in der vierten Januarwoche über dem südlich-zentralen Indischen Ozean. Das System entwickelte sich langsam, und am 26. Januar begann Météo-France mit der Beobachtung als tropische Wetterstörung. Im Tagesverlauf intensivierte sich die Wetterstörung zu einer tropischen Depression und am 27. Januar zu einem mäßigen tropischen Sturm, dem der Mauritius Meteorological Service den Namen Gula gab. Die Intensivierung hielt an, und am 28. Januar erreichte Gula die Stärke eines schweren tropischen Sturmes. Der Trend zur Intensivierung beschleunigte sich früh am 29. Januar, als sich ein klar erkennbares Auge entwickelte und der Sturm zum tropischen Zyklon aufgestuft. Doch schließlich setzte die Abschwächung ein. Nachdem Gula zwischen dem Status als schwerer und mäßiger tropischer Sturm oszillierte, erklärte Météo-France den Sturm als außertropisch und gab am 2. Februar das letzte Bulletin zu ex-Zyklon Gula aus.

### Intensiver Tropischer Zyklon Hondo
Am 4. Februar wurde eine Zone gestörten Wetters etwa 560 Seemeilen südöstlich von Diego Garcia zur Tropischen Störung 10R aufgestuft. Früh am 5. Februar intensivierte sich das System zum mäßigen tropischen Sturm und erhielt den Namen Hondo. Der Sturm begann sich danach rapide zu intensivieren und wurde einige Stunden später, ohne dass er als schwerer tropischer Sturm eingestuft gewesen wäre, direkt zum tropischen Zyklon erklärt. Am Abend de 6. Februar wurde Hondo zum intensiven tropischen Zyklon hochgestuft. Die Intensivierung hielt an, und Hondo erreichte seinen Höhepunkt am 7. Februar mit andauernden zehnminütigen Windgeschwindigkeiten von 120 Knoten (220 km/h). Zwischen dem 8. und 10. Februar schwächte sich der Zyklon nur langsam ab, doch Windscherung und eine niedrige Wasseroberflächentemperatur wirkten sich schließlich auf den Zyklon deutlich aus. Am 11. Februar begann eine rasche Abschwächung, und am 12. Februar gaben sowohl das RSMC als auch das JTWC ihre letzten Warnungen zu dem System aus.
Das Resttief zog nach Nordwesten. Im Bereich des Zirkulationszentrums bildete sich erneut Konvektion aus, und Météo-France nahm früh am 21. Februar die Ausgabe von Bulletins zur Tropischen Störung ex-Hondo wieder auf. Das System wurde vom RSMC im Tagesverlauf zu einer tropischen Depression hochgestuft, und die Alarmstufe "gelb" für die Inseln Mauritius und Réunion erklärt, weil die Möglichkeit der Reintensivierung in einen schweren tropischen Sturm bestand. Dies geschah jedoch nicht, und ex-Hondo wurde am 22. Februar zu einer tropischen Störung zurückgestuft, und am 24. Februar wurde das letzte Bulletin zu ex-Hondo veröffentlicht.

### Intensiver Tropischer Zyklon Ivan
Früh am 7. Februar entwickelte sich eine Zone gestörten Wetters nordöstlich von Madagaskar. Das nach Südosten ziehende System wurde als Tropische Depression 11 klassifiziert. Wie zuvor Zyklon Hondo entwickelte sich auch dieses System rasch in einen mäßigen tropischen Sturm, und einige Stunden später erreichte Ivan die Stärke eines schweren tropischen Sturmes. Der Sturm behielt diese Stärke bis zum 11. Februar bei. An diesem wurde Ivan für einige Stunden zu einem tropischen Zyklon hochgestuft. Zyklon Ivan bewegte ziemlich langsam, was im Zusammenspiel mit mittelstarker Windscherung am 18. Februar die Abschwächung in einen mäßigen tropischen Sturm bewirkte. Während dieser Zeit vollendete Ivan zwei vollständige Schleifen über dem offenen Ozean. Die Zuggeschwindigkeit erhöhte sich, und am 14. Februar gelangte Ivan in eine günstigere Umgebung gelangt und verstärkte sich wieder zu einem schweren tropischen Sturm. Am 15. Februar stufte das RSMC Ivan erneut zum tropischen Zyklon hoch und einen Tag später erreichte Ivan die Kategorie eines intensiven tropischen Zyklons. Zyklon Ivan hatte sich inzwischen der Küste Madagaskars genäherte und gelangte nördlich von Fanoarivo am 17. Februar über Land. Das zerklüftete und bergige Terrain der Insel führte zu einer schnellen Abschwächung, doch die Prognosen gingen von einer Regenerierung des Systems aus, sobald es die Straße von Mosambik erreicht haben würde.
Ivan überquerte Madagaskar in südwestlicher Richtung und gelangte am 21. Februar als sich füllende Depression wieder über Wasser. Der Lebenszyklus von Ivan wurde durch das Land deutlich gestört, und der Zyklon konnte sich nicht mehr intensivieren, sodass das RSMC am 22. Februar das letzte Bulletin zu Ex-Ivan veröffentlichte.
Mindestens 93 Personen wurden nach vorläufigen Zählungen auf Madagaskar durch die Auswirkungen von Wind und Regen des Sturms getötet, über 330.000 Bewohner der Insel wurden obdachlos. Sainte Marie, wo Ivan über Land gezogen war, wurden etwa drei Viertel alle Gebäude vollständig zerstört. Der Sachschaden durch Ivan wurde auf über 30 Millionen US-Dollar geschätzt.

### Intensiver Tropischer Zyklon Jokwe
Am 4. März gab das JTWC einen Tropical Cyclone Formation Alert zu einer Zone gestörten Wetters aus, die sich nordöstlich von Madagaskar entwickelte. Soon after, Météo-France upgraded the system to Tropische Störung status. Früh am 5. März nahm das JTWC die regelmäßigen Warnungen zum Tropischen Zyklon 22S auf. Das RSMC stufte die Störung im Verlauf desselben Tages zum Mäßigen Tropischen Sturm Jokwe hoch. Nach einer Phase der rapiden Intensivierung wurde Jokwe direkt zum tropischen Zyklon hochgestuft. Nach einer vorübergehenden Abschwächung zu einem schweren tropischen Sturm und der Reintensivierung erreichte Jokwe am Abend des 7. März den Status eines intensiven tropischen Zyklons. Jokwe streifte früh am 8. März zwischen Ilha de Moçambique und Angoche die Küste Mosambiks.
Während der beiden folgenden Tag verlor Jokwe durch die Einwirkung des Festlands an Kraft und schwächte sich zu einem schweren tropischen Sturm ab. Am 9. März konnte sich Jokwe allerdings zu einem tropischen Zyklon reintensivieren, und wurde früh am 11. März wieder zu einem intensiven tropischen Zyklon. Jokwe gelangte dann unter den Einfluss mäßig stark Windscherung und schwächte sich am 12. März erneut zu einem schweren tropischen Sturm ab, wurde jedoch früh am 13. März wieder zu einem tropischen Zyklon hochgestuft. Weil die Windscherung jedoch wieder stärker wurde, verlor der Sturm zwölf Stunden später erneut den Status eines tropischen Zyklons. Die Windscherung nahm immer mehr zu, und die Zugbewegung des Sturms nahm an dem Tag auch drastisch ab. Jokwe dümpelte im selben Seegebiet umher und schwächte sich ab, sodass das JTWC die Warnungen spät am 14. März und Météo-France früh am 15. März einstellten.
44 Häuser wurden auf Madagaskar durch Jokwe zerstört, als der Sturm die Nordspitze der Insel traf. Mindestens 20 Personen starben und mehr als 9000 Häuser wurden zerstört bei der Passage Jokwes durch den Nordosten von Mosambik. Insgesamt wurden mindestens 100.000 Bewohner des Landes obdachlos. Das World Food Program (WFP) der Vereinten Nationen versorgte 60.000 vom Sturm betroffene Mosambiker mit Lebensmittelnothilfe.

### Intensiver Tropischer Zyklon Kamba
Früh am 7. März klassifizierte Météo-France eine Zone gestörten Wetters, die aus dem Verantwortungsbereich des Tropical Cyclone Warning Centre Perth herübergewandert war, als Tropische Störung 13. Schon kurze Zeit später gab das JTWC einen TCFA zu dem sich entwickelnden System aus. Im Tagesverlauf wurde das System von Météo-France zur Depression hochgestuft und das JTWC veröffentlichte seine ersten Warnungen zum Tropischen Zyklon 23S. In der Frühe des 9. März wurde 13R zum Mäßigen Tropischen Sturm Kamba aufgestuft. Im Tagesverlauf intensivierte sich Kamba zu einem schweren tropischen Sturm und früh am 10. März zu einem tropischen Zyklon. Im Tagesverlauf intensivierte sich der Zyklon zu einem intensiven tropischen Zyklon. Am 11. März hatte die Abschwächungsphase eingesetzt und Kamba wurde zum tropischen Zyklon zurückgestuft und früh am 12. März zu einem schweren tropischen Sturm. Sechs Stunden später hatte sich Kamba zu einem mäßigen tropischen Sturm abgeschwächt und um 12:00 Uhr UTC wurde Kamba von Météo-France zu einer sich füllenden Depression erklärt und das letzte Bulletin herausgegeben. Auch das JTWC veröffentlichte am 12., März seine letzte Warnung zu Kamba.

### Mäßiger Tropischer Sturm Lola
Eine Zone gestörten Wetters, die am 20. März nordöstlich von Mauritius identifiziert wurde, intensivierte sich am 21. März zu einer tropischen Störung und im Tagesverlauf zu einer tropischen Depression. Etwa zu dem Zeitpunkt begann das JTWC mit der Ausgabe von Warnungen vor dem Tropischen Zyklon 25S. Aufgrund von Winden in Sturmstärke im südlichen Quadranten und tiefer Konvektion wurde das System früh am 22. März zum Mäßigen Tropischen Sturm Lola erklärt. Lola schwächte sich am Nachmittag wieder zu einer tropischen Depression ab, weil mäßige bis starke nordöstliche Windscherung dem Sturm Tribut abforderte. Die Intensität des Systems wechselte mehrfach den Status zwischen einer Störung und einer Depression, bevor das RSMC Réunion am 26. März die letzte Warnung zu einer Zone gestörten Wetters ausgegeben. Das JTWC hatte seine letzte Warnung bereits zwei Tage früher veröffentlicht, am 24. März.

## Sturmnamen
In diesem Becken wird ein tropisches System benannt, wenn es die Stärke eines mäßigen tropischen Sturmes erreicht. Falls dies westlich vom 55. Grad östlicher Länge geschieht, wird der Name durch das Sub-regional Tropical Cyclone Advisory Centre in Madagaskar vergeben; erreicht der Sturm diese Stärke zwischen 55° und 90° östlicher Länge, wird diese Benennung vom Sub-regional Tropical Cyclone Advisory Centre auf Mauritius vorgenommen. Benannte Stürme, die aus dem Verantwortungsbereich Australiens herüberwandern, erhalten einen neuen Namen. Jedes Jahr wird eine neue Liste verwendet, sodass keine Namen von der Liste der Namen tropischer Wirbelstürme gestrichen werden. Die folgenden Namen wurden für benannte Stürme benutzt:
Ariel, Bongwe, Celina, Dama, Elnus, Fame, Gula, Hondo, Ivan, Jokwe, Kamba, Lola